# Карденас (Куба)
Ка́рденас (исп. Cárdenas) — город и муниципалитет в провинции Матансас, Куба. Является 15-м крупнейшим городом страны.

## Географическое положение
Расположен на северном побережье острова, на берегу залива Карденас, примерно в 175 км к востоку от Гаваны.

## История
Город был основан в 1828 году.
Именно здесь были построены первые сахарные заводы Кубы. В 1841 году была построена железная дорога, связавшая город с другими частями острова, что послужило стимулом к дальнейшему развитию. 
В 1843 году на сахарном заводе "Алькансия" произошло восстание негров-рабов. Уже в 1861 году население города насчитывало 12 910 человек. 
Карденас был одним из первых городов Кубы, получивших электроснабжение, общественный транспорт, телеграф и телефон.
В 1960 году здесь была построена судостроительная верфь (в 1967 году именно здесь был сделан первый корабль со стальным корпусом кубинского производства - "Эль Кокаль"). 
В 1970 году население города составляло 55,2 тыс. человек, основой экономики являлись пищевая промышленность (производство и экспорт сахара и др.) и рыболовство, также действовала судостроительная верфь. Восточнее города добывали морскую соль.

## Современное состояние
По данным на 2010 год население муниципалитета составляет 136 722 человека.

## Транспорт
- морской порт[4]

Отличительной особенностью города является сохранение старой архитектуры колониального периода, что оказало серьёзное влияние на развитие городского транспорта. Сочетание большого количества каменных строений и узких извилистых улиц (построенных до появления первых автомобилей) привело к тому, что основным видом пассажирского транспорта являются лошади и велосипеды (после Кубинской революции 1959 года велосипеды вышли на первое место, но даже в 1979 году гужевой транспорт сохранял второе место и использовался не только в качестве туристического аттракциона, но и для грузопассажирских перевозок). Широкое распространение получили специализированные виды велосипедов (в частности, грузовые и пассажирские трициклы).

## Достопримечательности
- памятник Х. Колумбу на центральной площади города является первым памятником этому мореплавателю, установленным в Новом Свете[4]